# Bioetica e religioni
La bioetica è una disciplina che si occupa delle questioni morali sorte nel contesto delle scienze mediche e biologiche, specialmente in seguito ai progressi scientifici e tecnologici degli ultimi decenni. Tali questioni richiedono giudizi di valore e valutazioni morali: per la loro natura quindi, oltre che per la rilevanza storica che hanno assunto nella società, le principali religioni esistenti nel mondo si sono espresse al riguardo.
Un punto in comune alle tre principali confessioni religiose monoteiste (ebraismo, cristianesimo e islam) è il concetto di creazione, indicando con questo termine l'opera di una (o più) divinità che, con un atto della volontà, porta all'esistenza ciò che prima non esisteva. Questo e altri presupposti di fede implicano forti conseguenze sulla visione bioetica generale, poiché, inserendo un elemento ulteriore nel dibattito, tracciano una differenza tra chi accoglie un'impostazione di fede e chi pone le proprie scelte solo sotto la ragione umana.
Le posizioni analizzate di seguito, quindi, sono improntate ad una visione condivisa tra chi ha quella fede religiosa o che a quella fede religiosa (per quella posizione specifica) fa riferimento o che comunque condivide indipendentemente dalla fede.

## Posizioni delle principali religioni

### Cristianesimo
Il principio della sacralità della vita umana è alla base della bioetica cattolica. In tema di aborto, ad esempio, cattolici e ortodossi sono su posizioni molto simili. La bioetica cattolica insiste su questo concetto, senza eccezioni, mentre gli anglicani, i valdesi e i luterani hanno posizioni più vicine a quelle laiche, ad esempio per quanto riguarda il fine vita.

#### Cattolicesimo
La bioetica cattolica ha trovato una sua prima composizione nell'istruzione Donum Vitae della Congregazione per la dottrina della fede "relativa ai problemi morali connessi alla fecondazione artificiale e sperimentazione su embrioni" basata sui seguenti principi:
- la libertà è sacrosanta ma viene dopo la vita;
- l'autoconservazione e la totalità dell'organismo umano sono lo scopo della medicina;
- il principio della socialità afferma che la vita è un bene della persona ma anche della società;
- il principio di sussidiarietà sostiene l'obbligo da parte dello Stato di intervenire in aiuto di chi è in stato di necessità;
- beneficialità-autonomia-giustizia sono collegate in ordine gerarchico;
- senza negare l'importanza e il valore del progresso scientifico e tecnologico si deve insistere sulla priorità della persona umana[6];
- la vita umana va difesa dal concepimento alla morte.

Non mancano riferimenti specifici nella moderna embriologia a sostegno dell'etica cattolica.
Alcuni termini usati in genetica ed embriologia sono spesso, sotto l'influenza della bioetica, occasione di accesi dibattiti sulla loro precisa definizione in ambienti scientifici, ad esempio zigote, embrione e concepito.
Il cattolicesimo, in accordo con alcune posizioni bioetiche e scientifiche afferma che l'ontogenesi umana ha inizio nell'istante della fecondazione (congiunzione di uno spermatozoo maschile con un ovocita femminile a formare uno zigote, la prima cellula di un nuovo essere umano, dotata di un suo proprio patrimonio genetico e pronta a svilupparsi), e che, «una volta che il processo è cominciato, non c'è una particolare fase del suo sviluppo che sia più importante di un'altra, tutte [essendo] parte di un processo continuo», sin da quel momento (concepimento) la vita dell'embrione è vita umana, personale e individuale, e come tale gode della stessa dignità e degli stessi diritti riservati agli esseri umani che sono nati.
Se l'argomento appena accennato è ritenuto dalla Chiesa cattolica valido a prescindere dall'adesione di fede – in quanto fondato su un'interpretazione del dato biologico, corroborata dalla legge morale naturale che la Chiesa cattolica afferma essere insita in ogni uomo –, esiste anche un altro argomento, propriamente teologico, e cogente per i cristiani. «La Chiesa insegna che ogni anima spirituale è creata direttamente da Dio – non è “prodotta” dai genitori – ed è immortale», recita il §366 del Catechismo della Chiesa cattolica; questa creazione (immediata) avviene proprio nel momento della fecondazione, e va a fare del prodotto materiale dell'evoluzione biologica una persona umana, «a immagine di Dio, […] un essere insieme corporeo e spirituale» – il cui maltrattamento o soppressione hanno quindi almeno la stessa gravità che avrebbero su un uomo pienamente sviluppato (con l'aggravante della sua debolezza).
Su questi presupposti si fonda la tutela piena che la Chiesa cattolica riserva a zigoti, embrioni e feti. In particolare, il loro diritto alla vita è reputato assoluto, alla stregua di quello di un essere umano sviluppato, e la sua difesa è fino alla nascita assegnata totalmente alla madre; esso prevale necessariamente in tutti i casi di conflitto sul diritto all'autodeterminazione di quest'ultima, e sulla sua eventuale volontà di non impegnarsi in una gravidanza..
La Chiesa Cattolica è contro l'aborto, l'eutanasia e la pena di morte.

#### Protestantesimo
Valdesi, luterani e riformati sono generalmente aperti ad una posizione pro-choice, analizzando eventualmente le varie motivazioni che portano a questa scelta, in ogni caso nel protestantesimo regna il concetto della libertà e responsabilità del singolo credente che è chiamato a prendere le sue decisioni con l'aiuto di Dio e con l'accompagnamento del Pastore e della comunità.

### Islam
Nell'islam si ritiene che il feto riceva l'anima solo dopo un certo periodo, e la scuola legale Hanbalita ritiene che nei primi 40 giorni si possano introdurre pratiche farmacologiche, e non dopo. Secondo la fatwā di Mohammed Said Tantawi, imam dell'università di Al Azhar, al Cairo, fino a circa 17 settimane, cioè durante il quinto mese di gravidanza per gravissimi motivi si potrebbe ricorrere all'aborto, limite spostato nel tempo al terzo mese. Nel mondo sciita una fatwa iranica consentiva l'aborto nelle prime dieci settimane per motivi terapeutici. In pratica, a seconda delle scuole ed interpretazioni, la fusione tra corpo e spirito, e la presenza di una persona umana di fatto possa generarsi tra il 40º giorno ed il terzo mese dal concepimento, almeno per i sunniti di scuola malikita, hanafita, shafiita e hanbalita, e Sciiti e Kharigiti nelle loro variegate interpretazioni.
La scienza deve rispettare la sharia (Shari‘a) identificativo della “legge” che indica due diverse dimensioni, una metafisica ed una pragmatica che derivano dal Corano e la Sunna. Esistono numerose interpretazioni che parlano del rapporto fra islamismo e ricerca della bioetica. Secondo il loro credo se l'uomo ha le capacità di effettuare ricerche ed esperimenti è solo perché Allah lo permette.

### Ebraismo
Nell'ebraismo la vita umana creata da Dio rimane inviolabile. L'omicidio viene considerato come peccato e per omicidio intendono l'uccisione dopo i 40 giorni dal concepimento. Esistono passi della Bibbia che sembrano contrari all'aborto, ma nel caso di pericolo per la salute della madre nelle prime 4 settimane sembra essere tollerato, anche se rimane da decidere al momento perché ogni caso non può essere confrontato con altri. La giurisdizione ebraica prevalente in questi casi proviene soprattutto dalla Torah e dal Talmud.

### Induismo
Le scelte etiche non devono discostarsi dal karma della persona, ovvero con il rispetto della via della purificazione che condurrà alla liberazione del Nirvāṇa dal ciclo delle rinascite. Non esistono direttive specifiche al riguardo.

### Buddhismo
Non esiste nel buddhismo una posizione ufficiale e univoca rispetto ai temi della bioetica come rispetto a qualsivoglia altro tema anche di natura politica, economica o di costume. La ragione di questa complessità risiede nel fatto che il buddhismo non possiede una autorità centrale in materia religiosa, condizione decisa dallo stesso fondatore Gautama Buddha nel V secolo a.C.. I monaci come gli abati, o tra questi i responsabili delle scuole buddhiste, posseggono quindi più che altro una posizione di tipo amministrativo piuttosto che dirimente in campo dottrinale. Il 'maestro buddhista' o 'maestro di Dharma' riceve la sua autorità in campo dottrinale da un lignaggio secolare tramandato da maestro in discepolo la cui autorità dottrinale tuttavia è riconosciuta solo da chi si riconosce in quel preciso lignaggio e insegnamento. In ultima analisi si possono riscontrare grandi differenze di posizioni in campo bioetico anche all'interno delle stesse scuole e nessuna scuola, o maestro buddhista, è in grado di rappresentare tout court il buddhismo stesso in alcuno di questi ambiti.

Il Dalai Lama, il quale, va ricordato, è solamente il capo spirituale della scuola buddhista tibetana Gelugpa non ricoprendo, né potrebbe farlo, alcun compito di 'guida' di qualsiasi altra scuola buddhista al di fuori della Gelugpa, durante i primi anni del XXI secolo ha sostenuto che l'etica deve guidare il progresso scientifico, specialmente le scienze naturali ma senza volerne l'unificazione dei due rami che rimangono divisi. Evidenzia l'importanza dell'etica laica, che abbraccia i loro principi: compassione, tolleranza, rispetto per gli altri e uso responsabile del potere e del sapere.

### Confucianesimo
Lo stato deve garantire, nella dimensione sociale, il benessere dei cittadini: perciò esso detiene il ruolo decisivo sulla pratica biomedica affinché la ricerca sulle cellule staminali embrionali riesca a conseguire la produzione di esseri umani sani e siano evitati l'aborto e il controllo delle nascite.